# Shell Ridge
Shell Ridge statisztikai település az USA Kalifornia államában, Contra Costa megyében. Lakosainak száma 1014 fő (2020. április 1.).

## Népesség
A település népességének változása:

| 2010 | 959   |
| 2020 | 1 014 |